# 田村泰二郎
田村 泰二郎（たむら たいじろう、1948年9月25日 - ）は、山口県出身の俳優。身長165cm、血液型はB型。アルファエージェンシー所属。

## 来歴
山梨大学卒業後、1971年に「状況劇場」に入団。1976年に退団後、舞踏を我流ではじめる。1996年より俳優活動を再開。

## 出演

### テレビドラマ

#### NHK
- 鎌倉殿の13人（2022年）
- お別れホスピタル（2024年） - 水谷良太郎 役[1]
- コトコト〜おいしい心と出会う旅〜 - 新井雅史 役
  - 富山編（2024年放送予定）[2][3]
  - 群馬編（2025年放送予定）[3]

#### 日本テレビ
- 黄金の豚-会計検査庁 特別調査課-（2010年）
- 車イスで僕は空を飛ぶ（2012年）
- 弱くても勝てます〜青志先生とへっぽこ高校球児の野望〜 （2014年） - 児玉弘治 役
- 真犯人フラグ（2022年） - 木幡隆史 役

#### TBS
- ぼくが地球を救う（2002年） - 赤羽人事課長 役
- 月曜ミステリー劇場
  - 「第三の時効2」（2003年） - 木下雄三 役
- 魔王（2008年）
- 官僚たちの夏 （2009年） - 源さん 役
- 新参者（2010年） - 長井
- 放課後はミステリーとともに （2012年） - 西原昭二 役
- ヤメゴク〜ヤクザやめて頂きます〜 （2015年） - 野口清 役
- 下町ロケット （2015年） - 財前信生 役
- あなたには帰る家がある（2018年） ‐ 茄子田四郎 役
- k2 池袋署刑事課 神崎・黒木（2020年） ‐ 野淵重信 役

フジテレビ
- 世にも奇妙な物語 「真夜中の殺人者」（2009年）
- コード・ブルー -ドクターヘリ緊急救命-（2010年） - 上条洋三 役
- リーガル・ハイ （2012年） - 守口三郎 役
- 家族ゲーム（2013年） - 高柳

#### テレビ朝日
- 土曜ワイド劇場
  - 「森村誠一の終着駅シリーズ9」（1998年） - 箱守寅吉 役
  - 「タクシードライバーの推理日誌11」（1999年）
- はぐれ刑事純情派（1999年） - 西村刑事 役
- TRICK 新作スペシャル2（2010年5月15日）
- 相棒 Season12（2013年） - 小林功 役
- 遺留捜査（2014年） - 董堂編集長 役
- ポーの一族（2016年） - 稲村一郎 役
- 女系家族（2021年）

#### テレビ東京
- 女と愛とミステリー
  - 「松本清張特別企画・喪失の儀礼」（2003年） - タクシー運転手
- 水曜ミステリー9
  - 「葬儀屋松子の事件簿2」（2013年） - 北島徳一 役
- 日本ボロ宿紀行（2019年） - 十河和寿 役
- ナイルパーチの女子会（2021年） - 田崎周平 役
- ブラックポストマン 第2話（2023年） - 高橋宗一郎 役[4]

#### WOWOW
- だから殺せなかった（2022年） - 江原清 役

### 映画
- 任侠外伝　玄海灘（1976年）
- 愚か者　傷だらけの天使（1998年）
- 富江（2002年）
- ココロとカラダ（2004年） - 中年の刑事
- 姑獲鳥の夏（2005年） - 妹尾友典 役
- 樹の海（2005年） - 田中哲治 役
- 太陽（2005年） - 研究所長
- 嫌われ松子の一生（2006年）
- 魍魎の匣（2007年） - 妹尾友典 役
- 伝染歌（2007年） - 老人
- テレビばかり見ていると馬鹿になる（2007年） - 馬戸
- アフタースクール（2008年） - 金子
- クライマーズ・ハイ（2008年）
- ゲゲゲの鬼太郎（2008年） - 漁師
- ビルと動物園（2008年） - 香子の上司
- 20世紀少年（2008年） - チュウさん 役
- 花になる（2009年）
- クローンは故郷をめざす（2009年） - 農夫
- ヴィヨンの妻 〜桜桃とタンポポ〜（2009年） - 椿屋の客
- そこのみにて光輝く（2014年） - 大城泰治 役
- Winny (2023年3月10日、KDDI／ナカチカ） - 比嘉誠 役[5]
- PERFECT DAYS（2023年12月22日、ビターズ・エンド） - 常連客 役[6]
- 悪は存在しない（2024年4月26日、Incline）[7]